# Luperosaurus browni
Espèce
Synonymes
- Luperosaurus serraticaudus Ota, Sengoku & Hikida, 1996

Luperosaurus browni est une espèce de geckos de la famille des Gekkonidae.

## Répartition
Cette espèce est endémique de Malaisie. Elle se rencontre au Selangor et au Sarawak.

## Taxinomie
Luperosaurus serraticaudus décrit du Sarawak a été placé en synonymie avec Luperosaurus browni.

## Étymologie
Cette espèce est nommée en l'honneur de Walter Creighton Brown.

## Publication originale
- Russell, 1979 : A new species of Luperosaurus (Gekkonidae) with comments on the genus. Herpetologica, vol. 35, n. 3, p. 282-288.